# Kanton Charroux
Kanton Charroux (fr. Canton de Charroux) je francouzský kanton v departementu Vienne v regionu Poitou-Charentes. Skládá se z devíti obcí.

## Obce kantonu
- Asnois
- La Chapelle-Bâton
- Charroux
- Chatain
- Genouillé
- Joussé
- Payroux
- Saint-Romain
- Surin